# Luis Ernesto Tapia
Luis Ernesto Tapia   (Ciutat de Panamà, 21 d'octubre de 1944 - Ciutat de Panamà, 13 de novembre de 2024) fou un futbolista panameny de les dècades de 1960 i 1970.
És considerat un dels millors futbolistes de la història de Panamà.
Fou 77 cops internacional amb la selecció de Panamà.
Pel que fa a clubs, destacà a Alianza, Atlético Marte, UES i Juventud Olímpica.